# Feketehátú trupiál
A feketehátú trupiál (Icterus abeillei) a madarak osztályának verébalakúak (Passeriformes) rendjébe, azon belül a csirögefélék (Icteridae) családjába tartozó faj.

## Rendszerezése
A fajt René Primevère Lesson francia ornitológus írta le 1839-ben, a Xanthornus nembe Xanthornus abeillei néven.

## Előfordulása
Mexikó területén honos. Természetes élőhelyei a szubtrópusi és trópusi síkvidéki és hegyi esőerdők, valamint vidéki kertek és ültetvények. Vonuló faj.

## Megjelenése
Testhossza 18-20,5 centiméter, testtömege 31-37 gramm.

## Életmódja
Rovarokkal, pókokkal, gyümölcsökkel és nektárral táplálkozik.

## Természetvédelmi helyzete
Az elterjedési területe nagy, egyedszáma pedig stabil. A Természetvédelmi Világszövetség Vörös listáján nem fenyegetett fajként szerepel.